# Sacculina
Genre
Sacculina est un genre de crustacés parasites appartenant aux Rhizocéphales (de « rhizo » = racine et « cephale » = tête) qui ne possèdent, à l’état adulte, ni appendices, ni traces de segmentation, ni organes internes, à l’exception des gonades et du système nerveux. Leur appartenance à la classe des Crustacés, et plus précisément aux Cirripèdes, se révèle uniquement par la morphologie de leurs larves nauplius, munies notamment de cornes frontales, et par la présence d’une larve cypris. Le corps très ramifié des adultes pénètre dans les tissus de l'hôte (un crabe...) afin d'y prélever les nutriments dont il a besoin.

## Espèces communes
L'espèce la plus connue est Sacculina carcini (Thompson, 1836), un parasite du crabe vert Carcinus maenas, et de plusieurs autres crabes de la famille des Portunidae (dont Liocarcinus holsatus) et des Pirimelidae. 
Dans les eaux européennes (Royaume-Uni), on observe par ailleurs les espèces suivantes :
- Sacculina gonoplaxae Guérin-Ganivet sur Goneplax rhomboides
- Sacculina inflata Leuckart sur Cancer pagurus
- Sacculina gerbei (Fraisse) sur Atelecyclus rotundatus.

Dans l'océan Indien Sacculina abyssicola parasite un crabe (Ethusina abyssicola) vivant à quelque 3 900 m de profondeur.

## Liste des espèces
Selon World Register of Marine Species (4 mars 2016) :
- Sacculina abyssicola Guérin-Ganivet, 1911
- Sacculina actaeae Guérin-Ganivet, 1911
- Sacculina aculeata Boschma, 1928
- Sacculina ales Kossmann, 1872
- Sacculina americana Reinhard, 1955
- Sacculina amplituba Phillips, 1978
- Sacculina anceps Boschma, 1931
- Sacculina angulata Van Kampen & Boschma, 1925
- Sacculina anomala Boschma, 1933
- Sacculina atlantica Boschma, 1927
- Sacculina beauforti Boschma, 1949
- Sacculina bicuspidata Boschma, 1931
- Sacculina bipunctata Kossmann, 1872
- Sacculina boschmai Reinhard, 1955
- Sacculina bourdoni Boschma, 1960
- Sacculina brevispina Van Kampen & Boschma, 1925
- Sacculina bucculenta Boschma, 1933
- Sacculina bursapastoris Kossmann, 1872
- Sacculina caelata Boschma, 1931
- Sacculina calappae Van Kampen & Boschma, 1925
- Sacculina calva Boschma, 1933
- Sacculina captiva Kossmann, 1872
- Sacculina carcini Thompson, 1836
- Sacculina carpiliae Guérin-Ganivet, 1911
- Sacculina cartieri Kossmann, 1872
- Sacculina cavolinii Kossmann, 1872
- Sacculina comosa Boschma, 1931
- Sacculina compressa Boschma, 1931
- Sacculina confragosa Boschma, 1933
- Sacculina cordata Shiino, 1943
- Sacculina crucifera Kossmann, 1872
- Sacculina curvata Boschma, 1933
- Sacculina cuspidata Boschma, 1949
- Sacculina dayi Boschma, 1958
- Sacculina dentata Kossmann, 1872
- Sacculina docleae Huang & Lützen, 1998
- Sacculina duracina Boschma, 1933
- Sacculina echinulata Van Kampen & Boschma, 1925
- Sacculina elongata Boschma, 1933
- Sacculina eriphiae Smith, 1906
- Sacculina exarcuata Kossmann, 1872
- Sacculina fabacea Shiino, 1943
- Sacculina flacca Boschma, 1931
- Sacculina flexuosa Kossmann, 1872
- Sacculina gerbei Guérin-Ganivet, 1911
- Sacculina ghanensis Boschma, 1971
- Sacculina gibba Boschma, 1933
- Sacculina glabra Van Kampen & Boschma, 1925
- Sacculina globularis Boschma, 1970
- Sacculina gonoplaxae Guérin-Ganivet, 1911
- Sacculina gordonae Boschma, 1933
- Sacculina gracilis Boschma, 1931
- Sacculina granifera Boschma, 1973
- Sacculina granulosa Boschma, 1931
- Sacculina guineensis Boschma, 1971
- Sacculina hartnolli Boschma, 1965
- Sacculina herbstianodosa (Hesse, 1867)
- Sacculina hirsuta Boschma, 1925
- Sacculina hirta Boschma, 1933
- Sacculina hispida Boschma, 1928
- Sacculina holthuisi Boschma, 1956
- Sacculina hystrix Van Kampen & Boschma, 1925
- Sacculina ignorata Boschma, 1947
- Sacculina imberbis Shiino, 1943
- Sacculina inconstans Boschma, 1952
- Sacculina infirma Boschma, 1953
- Sacculina inflata Leuckart, 1859
- Sacculina insueta Boschma, 1966
- Sacculina irrorata Boschma, 1934
- Sacculina jamaicensis Boschma, 1966
- Sacculina lata Boschma, 1933
- Sacculina leopoldi Boschma, 1931
- Sacculina leptodiae Guérin-Ganivet, 1911
- Sacculina leptothrix Boschma, 1933
- Sacculina lobata Boschma, 1965
- Sacculina loricata Boschma, 1955
- Sacculina margaritifera Kossmann, 1872
- Sacculina micracantha Boschma, 1931
- Sacculina microthrix Boschma, 1931
- Sacculina muricata Boschma, 1931
- Sacculina nectocarcini Gurney, Rybakov, Høeg & Kuris, 2006
- Sacculina nigra Shiino, 1943
- Sacculina nodosa Boschma, 1931
- Sacculina oblonga Lützen & Yamaguchi, 1999
- Sacculina ornatula Boschma, 1951
- Sacculina ostracotheris Boschma, 1967
- Sacculina papposa Van Kampen & Boschma, 1925
- Sacculina pertenuis Boschma, 1933
- Sacculina phacelothrix Boschma, 1931
- Sacculina pilosa Kossmann, 1872
- Sacculina pilosella Van Kampen & Boschma, 1925
- Sacculina pinnotherae Shiino, 1943
- Sacculina pisiformis Kossmann, 1872
- Sacculina pistillata Boschma, 1952
- Sacculina pomum Kossmann, 1872
- Sacculina pugettiae Shiino, 1943
- Sacculina pulchella Boschma, 1933
- Sacculina punctata Boschma, 1934
- Sacculina pustulata Boschma, 1925
- Sacculina rathbunae Boschma, 1933
- Sacculina reinhardi Boschma, 1955
- Sacculina reniformis Boschma, 1933
- Sacculina robusta Boschma, 1948
- Sacculina rotundata Miers, 1880
- Sacculina rugosa Van Kampen & Boschma, 1925
- Sacculina scabra Boschma, 1931
- Sacculina schmitti Boschma, 1933
- Sacculina scutigera Huang & Lützen, 1998
- Sacculina semistriata Van Kampen & Boschma, 1925
- Sacculina senta Boschma, 1933
- Sacculina serenei Boschma, 1954
- Sacculina setosa Van Kampen & Boschma, 1925
- Sacculina sinensis Boschma, 1933
- Sacculina spectabilis Boschma, 1948
- Sacculina spinosa Van Kampen & Boschma, 1925
- Sacculina striata Boschma, 1931
- Sacculina sulcata Van Kampen & Boschma, 1925
- Sacculina surinamensis Boschma, 1966
- Sacculina teres Boschma, 1933
- Sacculina teretiuscula Boschma, 1931
- Sacculina ternatensis Boschma, 1950
- Sacculina upogebiae Shiino, 1943
- Sacculina vankampeni Boschma, 1931
- Sacculina verrucosa Van Kampen & Boschma, 1925
- Sacculina vieta Boschma, 1933
- Sacculina weberi Boschma, 1931
- Sacculina yatsui Boschma, 1936
- Sacculina zariquieyi Boschma, 1947